# أولاد زينة (أولاد غانم)
أولاد زينة هي إحدى مشيخات المملكة المغربية، تتبع جغرافيا و إداريا لإقليم الجديدة و لجماعة أولاد غانم. يقدر عدد سكانها بـ 5642 نسمة حسب الإحصاء الرسمي للسكان والسكنى لسنة 2004.